# Осьовий час
Осьови́й ча́с (нім. Achsenzeit) — період появи раціональної філософії та етично орієнтованих релігій в історії людства. Доба якісних трансформацій соціокультурної системи при переході від ранніх до розвинутих цивілізацій. Термін, запропонований німецьким філософом Карлом Ясперсом. Тривав з 800 по 200 рік до н. е. Ключовими фігурами періоду були Конфуцій (Стародавній Китай), Будда (Стародавня Індія) та Сократ (Стародавня Греція).
Осьовий час — найважливіша віха в історії доіндустріальних цивілізацій. Свідомість і воля окремих особистостей дедалі більшою мірою визначають історичні трансформації. Такий стан речей стихійно позначився на підходах учених до різних історичних епох. Якщо провідні етнологи та археологи виходять у своїх дослідженнях із провідної ролі об'єктивних соціокультурних законів та технологічного поступу, то при розгляді подій осьового часу й доби традиційних цивілізацій, тим більше — з епохи Відродження та Реформації, дослідники використовують здебільшого культурно-світоглядні пояснення.

## Характеристика
- Поява світових релігій. Заміна неморальної релігійності сакралізованого космосу релігіями спасіння та визволення людини:
  - буддизм і джайнізм в Індії;
  - зороастризм і юдаїзм на Близькому Сході;
- Поява раціональної філософії:
  - конфуціанство в Китаї;
  - філософія шраманів і буддизм в Індії;
  - антична філософія в Греції.
- Панування невеликих держав, що вели між собою безперервну боротьбу.
- Час між двома великими імперіями, пауза для свободи, глибокого дихання, що приносить найясніше мислення. В трьох різних районах світу виникли й усталилися традиції мандрівних мудреців, які бродили з міста в місто, обмінюючись знаннями.

## Історичні трансформації за Карлом Ясперсом
За ясперсівською традицією осьовий час розглядається в суто духовній площині. Ідейні зміни, що передували йому, фіксуються вже в давньоєгипетських текстах, в яких відображене почуття відчаю усамітненої людини, що втратила зв'язок із космосоціальним (саме в такій його первинній нерозділеній єдності) цілим під час суспільно-історичної катастрофи. У пізніх гімнах «Рігведи» та давньоєгипетському портреті, особливо ж у спробі фараона Ехнатона (Аменхотепа IV) здійснити всупереч традиціям Давнього Єгипту масштабну релігійно-соціальну реформу, передчувалося наближення нової доби.
Карл Ясперс пов'язував осьовий час з ідейно-світоглядними зрушеннями, що мали місце в центрах випереджаючого розвитку людства (Греція, Палестина, Іран, Індія та Китай) між VIII та III століттями до н. е. Тоді майже одночасно діяли такі «вчителі людства», як Піфагор, Сократ, Платон, Арістотель, Єремія, Заратуштра, Гаутама Будда, Лао-цзи, Конфуцій, які висунули персоналістичні цінності та постулювали кінцеву причетність кожної конкретної людини до трансцендентно-сакральної першооснови буття — Логоса, Яхве, Брахми, Дао. Відповідно до цього усвідомлення самоцінності людської особистості розкривалося в якісних змінах у літературі та мистецтві: авторська лірика розквітає в Давній Греції (Алкей, Сапфо, Анакреонт) та Палестині (псалми, особливо пов'язані з ім'ям царя Давида), дещо пізніше — у буддійських колах Індії («пісні ченців» та «пісні черниць») і в Китаї доби Чжаньго (Цюй Юань), утвердження (особливо в греків) портретного жанру, менш виразно репрезентованого в інших центрах.
|                         |                              |            |       |         |          |
| Сократ (робота Лісіппа) | Єремія (робота Мікеланджело) | Заратуштра | Будда | Лао-цзи | Конфуцій |

Осьовий час відповідав, за Карлом Ясперсом, переходу людства від першої, ранньокласової стадії розвитку суспільств, до другої, традиційної (станово-класової), яка характеризується якісно вищим рівнем самосвідомості та можливостей самореалізації особи в різних сферах життєдіяльності за умов порушення однозначної кореляції між соціальним, політичним та економічним статусами індивіда. Найвиразніше цей процес реалізується під час катастрофічної загибелі однієї ранньоцивілізованої системи і формування на її руїнах якісно іншої вторинної цивілізації, «другої серії» у тойнбіанській термінології:
- розпад крито-мікенської цивілізації та вторгнення дорійців в Греції;
- крах хараппської цивілізації долини річки Інд і вторгненню індоаріїв;
- занепад, внутрішньо послабленою кризою, шан-іньської цивілізації у Північному Китаї, розквіт держави чжоусців[1].

Внаслідок бурхливих трансформацій у зазначених регіонах на середину I тисячоліття до н. е. виникають антична (початково як давньогрецька), давньоєврейська (юдейська), давньоіранська (зороастрійська), давньоіндійська (індуїсько-буддійська) та давньокитайська (конфуціансько-даоська) соціокультурні системи, з яких вийшли вищі релігії (буддизм, християнство, іслам, зороастризм, юдаїзм, джайнізм, індуїзм, даосизм і конфуціанство), що стали основою великих цивілізацій останніх двох тисячоліть.
Осьовий час, у його ясперсівському розумінні, варто зіставити з глобальними техніко-технологічно-господарськими змінами, що охопили смугу давніх цивілізацій від Еллади до Китаю між серединами II та I тисячоліть до н. е. Технологічний прогрес не зводився лише до поширення чорної металургії, а мав системний характер. Модернізація знарядь сільськогосподарської праці і ремісничого обладнання, верстатів не була прямим наслідком поширення заліза. На Близькому й Середньому Сході вона в більшості випадків навіть передувала йому, а в Середземномор'ї, Індії та Китаї проходила одночасно з масовим оволодінням залізоробною справою. Цей технологічний переворот в усіх давніх цивілізаціях завершується на середину I тисячоліття до н. е. Принципова відповідність між зрушеннями в техніко-технологічній та релігійно-філософській сферах не була випадковою. У соціально-економічному плані феномен осьового часу пов'язаний із виникненням автономних щодо державних форм власності і становленням у провідних містах товарно-ринкових відносин, у суспільно-моральному — із визнанням за людиною права стати в опозицію до освяченого авторитетом предків і релігією світогляду або навіть виступити з відкритим засудженням можновладців, як пророки Ізраїлю та Юдеї. На той час у субтропічній смузі Старого Світу завершився процес трансформації ранньокласових суспільств у цивілізації традиційного типу.
З осьовим часом пов'язані процеси створення світових імперій. Першими прообразами пізніших імперських структур осьового часу були держави Саргона Аккадського та III династії Ура у Дворіччі, давньоєгипетське Нове царство. Безперервна лінія імперського розвитку розпочинається з часу оволодіння чорною металургією і початком масового виробництва якісної зброї, наприклад, на Близькому Сході цей процес у VI сторіччі до н. е. завершився утворенням перської імперії Ахеменідів, пізніше подібні імперії виникають в Індії та Китаї. З цього часу імперська структура стає в більшості цивілізованих регіонів нормою стабільного життя.
|                 |                    |              |                   |                 |               |
| Імперія Саргона | Третя династія Уру | Нове царство | Держава Ахменідів | Імперія Маур'їв | Династія Чжоу |

Духовно-культурні зрушення осьового часу, як і утворення великих і відносно стабільних держав імперського типу зі строкатим у культурно-мовному плані населенням, істотно позначилися на етнічному процесі, бо в межах великих держав відбувалися змішання, культурна синкретизація та мовна нівеляція людей, різних за етнічним походженням. Останні віч-на-віч стикаються з такими проблемами буття у світі, на які в їхніх національно-релігійних традиціях продуктивних відповідей не було, тому створюються світові, космополітичні релігії. Саме вони знайшли ті форми розв'язання світоглядних питань, які виявилися однаково придатними для сприйняття представниками всіх суспільних прошарків. У їх межах постав оптимальний синтез чуттєво-образного, раціонально-логічного та містико-символічного, який ми спостерігаємо в християнстві, ісламі та буддизмі. Соціально-політичні та релігійно-культурні фактори сприяють розмиванню етнічних бар'єрів і переоформленню етнічної свідомості. Поняття підданства та релігійної належності набувають більшої ваги, ніж етнічне і родове походження. Люди насамперед ідентифікують себе з політичними та конфесійними реаліями, із причетністю до певного соціального стану, що в деяких випадках (касти в Індії) стає найістотнішим. Макроетнічні спільності складаються на основі макрополітичної та конфесійної єдності. Периферійні відносно найпросунутіших регіональних цивілізацій етноси долали межу між ранньокласовим та станово-класовим суспільствами за наявності імпульсів із боку розвинутіших сусідів, так що за деяких обставин доба ранньокласових відносин минала впродовж двох-трьох століть. Загальна тенденція полягала в тому, що не повністю розвинуті ранньокласові структури прискореними темпами трансформувалися в традиційні (станово-класові), а вищі релігії накладалися на варварські духовно-культурні форми, синтезуючись із ними. Подібне, зокрема, мало місце й у вітчизняній історії перших століть Київської Русі.

## Критика
Багато вчених істориків сумніваються в достатній емпіричній обґрунтованості даної теорії. Наприклад, Дьормейд Маккулох (англ. Diarmaid MacCulloch), професор історії церкви Оксфордського університету, називає тези Ясперса «мішкуватим монстром, до якого намагаються стягнути всілякі різноманітності чотирьох досить різних цивілізацій, з яких лише дві мали достатньо контактів одна з одною протягом 6 століть, між 800 і 200 роками до н. е.» Комплексна критика тезисів Ясперса з'являється в 2013 році у книзі Іана Прована (англ. Iain Provan) «Зручні Міфи Iain: Осьовий час, темно-зелена релігія і Світ, що ніколи не існував».

## У культурі
У 1981 році був опублікований роман Ґора Відала «Сотворіння світу», головний герой якого, вигаданий перський царедворець Кір Спітама, зустрічається з основними релігійно-філософськими діячами осьового часу (включаючи Зороастра, Магавіру, Будду, Лао-цзи, Конфуція, Сократа, Демокріта) та обговорює з ними їхні ідеї.